# Años 520 a. C.
Los años 520 antes de Cristo transcurrieron entre los años 529 a. C. y 520 a. C. 

## Acontecimientos

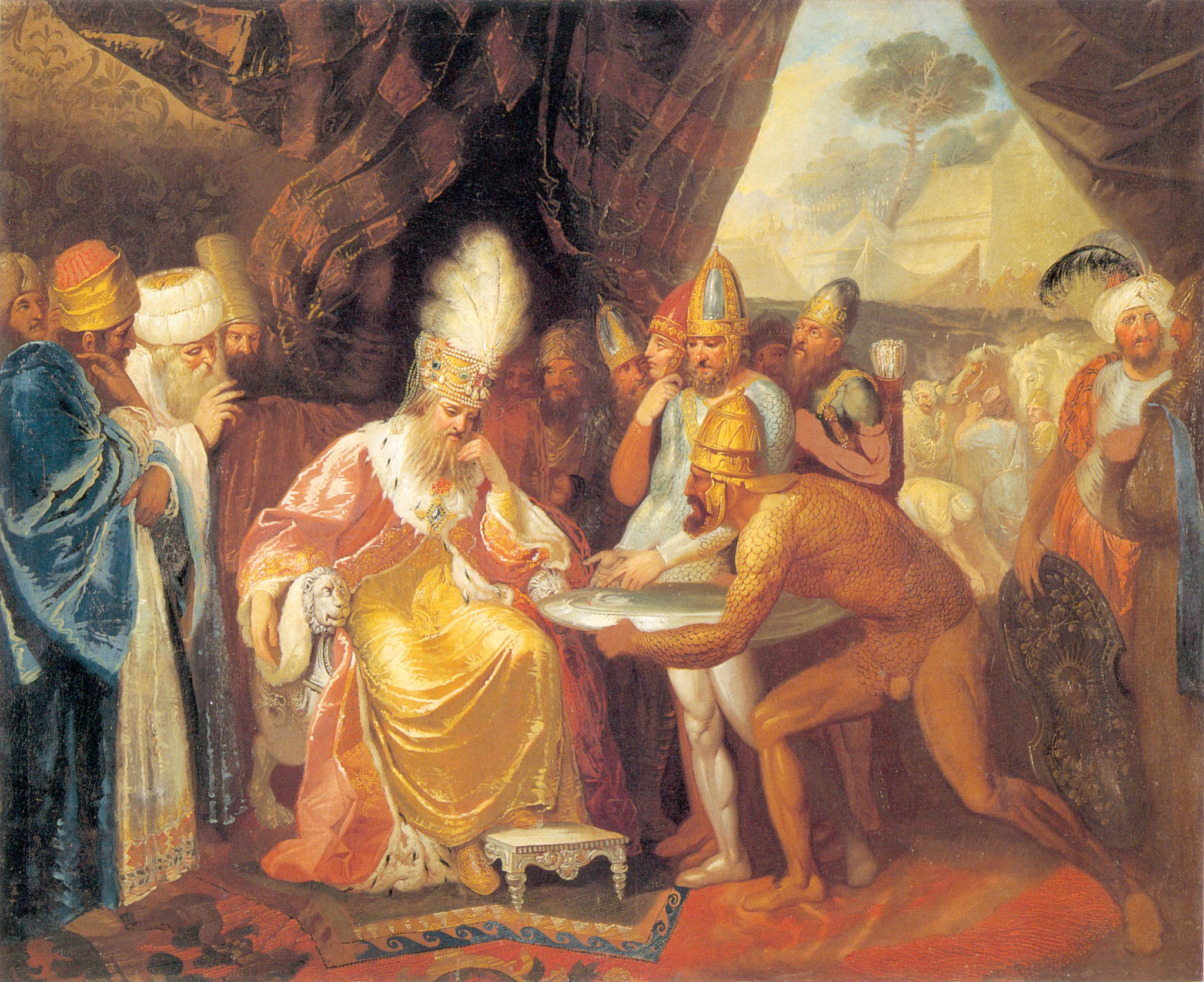
Darío I recibiendo unos emisarios.

- 529 a. C.: comienza el reinado de Cambises II (hijo de Ciro II. Conqu
- 528 a. C.: Gautama Buda dice haber alcanzado el nirvana y comienza su ministerio.
- 528 a. C.: Hipias sucede a su padre, Pisístrato, como tirano de Atenas.
- 526 a. C.: 
  - El rey Cambises de Persia conquista Egipto, lo convierte en una satrapía y se hace proclamar Faraón, el primero de la XXVII Dinastía.[1]
  - Psamético III sucede a Amasis II como rey de Egipto.
- 525 a. C.: Cambises II, rey de Persia, conquista Egipto, derrotando a Psamético III. Fin de la dinastía XXVI y comienzo de la XXVII, que durará hasta 404 a. C.
- c. 525 a. C.: las monedas empiezan a tener una imagen en cada cara. [cita requerida]
- c. 525 a. C.: en un cementerio en Anavyssos (cerca de Atenas) se realiza el Kurós de Kroisos (?). Actualmente se encuentra en el Museo Arqueológico Nacional de Atenas.
- 523 a. C.: en Persia, Darío I El Grande ―hijo de un funcionario del gobierno― sucede a Smerdis como rey de Persia y es el primer rey aqueménida (reinó unos 35 años, hasta el 486 o el 485 a. C.).
- 522 a. C.: en Persia, Smerdis sucede a Cambises II como rey de Persia.
- 522 a. C.: Babilonia, Sacia, Elam y Partia se rebelan contra Persia.

- 521 a. C.: los persas reprimen la rebelión babilónica.
- 520 a. C.: en China, Zhou Dao Wang se convierte en rey de la dinastía Zhou, pero muere antes del fin de año.
- 520 a. C. (fecha aproximada): en Esparta, Cleómenes I sucede a Anaxandridas como rey.
- c. 520 a. C.: en la isla de Quíos se construye Kore (?). Ahora se encuentra en el Museo de la Acrópolis, en Atenas.
- 520 a 510 a. C.: el pintor A. D. pinta una mujer en una casa de baños, figura decorativa negra sobre una hidria (jarrón para agua). Se encuentra ahora en el Museo de Bellas Artes de Boston.

## Nacimientos
- 530 a. C.: Arístides el Justo, arconte y estratego durante las guerras médicas.
- 525 a. C.: en Grecia nace el dramaturgo Esquilo (f. 456 a. C., a los 81 años).
- 522 a. C.: Píndaro, poeta griego (f. 443 a. C., a los 79 años).
- 521 a. C.: Leónidas I, rey de Esparta.
- 520 a. C. (fecha tradicional: quizá nació en el siglo V a. C.): Pánini, gramático indio hinduista (f. 460 a. C.).

## Fallecimientos
- 530 a. C.: Argantonio, rey tarteso.
- 529 a. C. (julio): Ciro el Grande, rey persa.
- 528 a. C.: Pisístrato, tirano de Atenas (n. ca. 607 a. C.).
- 527 a. C. (fecha tradicional yaina): Majavirá (72), fundador del yainismo (n. 549 a. C. – fallecido el 477 a. C.).
- 525 a. C.: Anaxímenes de Mileto, filósofo griego (n. 585 a. C.).
- 525 a. C.: Psamético III, último faraón de la XXVI.ª dinastía de Egipto.
- 522 a. C. (primavera): Cambises II, rey persa.
- 521 a. C. (octubre): Smerdis, rey persa.
- 521 a. C.: Nabucodonosor IV, rebelde babilonio.